# Bessenpedaalmot
De bessenpedaalmot (Argyresthia sorbiella) is een vlinder uit de familie van de pedaalmotten (Argyresthiidae). De spanwijdte van de vlinder bedraagt 11 tot 13 millimeter. Het vlindertje komt verspreid over Noord- en Midden-Europa voor. De soort overwintert als rups.

## Waardplanten
De waardplanten van bessenpedaalmot zijn wilde lijsterbes en meelbes.

## Voorkomen in Nederland en België
De bessenpedaalmot is in Nederland en in België een schaarse soort. De eerste Nederlandse waarneming dateert uit 1969. De soort vliegt van mei tot augustus.